# 森和樹
森 和樹（もり かずき、1993年6月23日 - ）は、千葉県野田市出身の元プロ野球選手（投手）。右投右打。プロでは育成選手であった。

## 経歴

### プロ入り前
野田市立二川小学校2年時から、「関宿メッツ」に所属し軟式野球を始める。野田市立二川中学校時代は、軟式野球部に所属し、遊撃手と一塁手兼控え投手としてプレー。 
市立柏高に進学すると、投手として頭角を現し、2年秋からエースとなる。3年夏は、千葉県予選4回戦で一宮商業高にリリーフで登板するも4-6で敗れる。甲子園出場経験は無し。チームメイトに宇佐見真吾と船越涼太がいた。

### 巨人時代
2011年10月27日、プロ野球ドラフト会議で読売ジャイアンツから育成1位指名を受け、年俸240万円、支度金200万円（推定）で入団した。
2013年に二軍の公式戦に初登板を果たした。
2014年、10月1日に球団から戦力外通告を受け、クラブチームなどから誘いがあったものの、現役を引退した。

### 巨人退団後
引退後は都内の警備会社で働きながら通信制大学で教職課程を取得し、野球指導者を目指す意向を示した。
2015年12月、都内で警備員をしていたが知人の紹介で北海道北広島市に本拠地を置く社会人野球のクラブチームのウイン北広島の入団テストを受け、合格し入団。鉄鋼事業などを展開する会社で勤務しながら、将来的なプロ復帰を目指していたが、のちに退部している。2023年5月よりウイン北広島に投手コーチとして招聘され、再入部した。同年は8月よりチーム事情により投手兼任コーチとしてプレーした。

## 選手としての特徴・人物
最速147km/hの重いストレートと縦に落ちるカーブが武器。他には、フォーク・スライダーを投げる。制球力には、粗さが残る。
肘や肩の使い方が柔軟で、指先の感覚が優れた投手である。
スコット・マシソンとは入団1年目から仲が良く、森が支配下登録された暁にはマシソンが背番号20を譲るという約束を交わしていた。

## 詳細情報

### 年度別投手成績
- 一軍公式戦出場なし

### 背番号
- 015 （2012年 - 2014年）